# David House
David Holton House (* 15. Dezember 1958 in Detroit; † 27. November 2016 in Albuquerque) war ein US-amerikanischer Schauspieler. 
Seine bekannteste Rolle war die des Onkologen Dr. Delcavoli in Breaking Bad. Er spielte auch in weiteren Serien wie In Plain Sight – In der Schusslinie und Scoundrels sowie in Filmen wie First Snow (2006), Im Tal von Elah (2007), Shopping-Center King – Hier gilt mein Gesetz (2009) und Paul – Ein Alien auf der Flucht (2011).
House arbeitete außerdem für den Hörfunk, zunächst am Antioch College, später in Key West und schließlich bei dem Radiosender KUNM in Albuquerque. Dort war er 16 Jahre lang als Music Director tätig (ab ca. 1992) und danach weiterhin als ehrenamtlicher Gastgeber der wöchentlichen All-That-Jazz-Show.
David House starb mit 57 Jahren an den Folgen eines Hirntumors. Er hinterließ drei Töchter.